# Kostanjasti polstenovec
Kostanjasti polstenovec ali kostanjevka (znanstveno ime Imleria badia, prej Xerocomus badius) je gliva iz rodu polstenovcev.

## Značilnosti
Kostanjasti polstenovec ima v mladosti izbočen, kasneje pa raven klobuk, kostanjevo rjave barve. Tako mlade gobe na prvi pogled zelo spominjajo na plodove kostanja, od koder je goba dobila slovensko ime. Klobuk gobe je povprečno premera med 8 in 12 cm, redkeje pa lahko doseže tudi premer do 25 cm.
Spodnja stran klobuka je pri mladih gobah svetlo zelenkasto rumene barve, kasneje pa postane bolj temno zeleno rumene barve ter pri starih primerkih skoraj povsem zelene. Na dotik se cevke zeleno obarvajo.
Bet je čvrst in vitek, pri nekaterih primerkih lahko tudi rahlo trebušast in ima rumenkasto osnovo, na kateri so kostanjevo rjave pege, nikoli pa nima mrežastega vzorca kot nekatere ostale vrste polstenk. Pri odraslih primerkih lahko postane žilav.
Meso gobe je rumenkasto belo in milega okusa, na prerezanih mestih pa sprva rahlo pomodri, nato pa čez nekaj časa spet pobledi.

## Razširjenost in življenjski prostor
Najdemo ga v iglastih gozdovih, zlasti v višjih legah pod smrekami in borovci in je na Slovenskem zelo pogosta gobja vrsta.

## Mikroskopske značilnosti
Trosni odtis je rumeno rjav. Trosi so vretenasti in merijo 13–15 x 4–5 μm.

## Podobne vrste
- borov goban (Boletus pinophilus) ima na betu mrežico in njegova trosovnica na pritisk ne spremeni barve tako hitro
- navadna polstenka (Xerocomus subtomentosus) ima polsten rjav klobuk in raste v listnatih gozdovih
- poprhnjeni polstenec (Xerocomellus priunatus) ima žametast in poprhnjen klobuk
- rjavi bledotrosnik (Gyropous castaneus) raste pod kostanji, ima zelo belo trosovnico, ki na pritisk ne spreminja barve in prekatast bet

## Uporabnost
Užiten. Kostanjasti polstenovec je dokaj cenjena goba, čeprav pri kuhanju postane nekoliko sluzasta. Odlična je sušena in se kot taka pogosto uporablja.

## Galerija slik
- ilustracija
- Klobuk, bet in trosovnica, ki na pritisk pozeleni
- prerez